# 兰佩特海姆
兰佩特海姆（德語：Lampertheim，發音：[ˈlampɛʁtˌhaɪm] ⓘ）是德国黑森州贝格施特拉瑟县的城市，面积72.27平方千米，2023年12月31日人口为33,053人。

## 友好城市
兰佩特海姆与以下城市结为友好城市：
- 法國 埃尔蒙（1966年）
- 比利时 马尔德海姆（1967年）
- 義大利 阿德里亚（1979年）
- 法國 迪约卢阿尔（1993年）
- 波蘭 希维德尼察乡（英语：Gmina Świdnica, Lower Silesian Voivodeship）（2006年）